# Saison 2 de Mes parents cosmiques
Chronologie
Saison 1 Saison 3
La saison 2 de Mes parents cosmiques démarre au Royaume-Uni sur ITV1. Elle raconte la vie d'une famille bizarre composée de trois orphelins et un couple d’extra-terrestre.

## Histoire
Durent cette saison, Brian crée des inventions qu'il utilise sur ses enfants adoptifs pour leur résoudre leurs catastrophes comme quand il a rendu Josh un adorateur et un champion d'échecs. Sophie, elle, commence à apprendre la vie sur terre, Mel continue de faire du chantage et de repousser les gens comme quand elle le fut à Josh, elle est aussi jalouse des copines que se tape Trent Clements. Josh continue à arnaquer ses amis et se présenter aux élections et enfin Lucy continue de faire ses recherches, mais quand elle ramène Wendy chez elle, c'est la catastrophe.   

## Distribution

### Personnages principaux
- Tony Gardner: Brian Johnson
- Barbara Durkin: Sophie Johnson
- Danielle McCormack: Melanie Barker
- Alex Kew: Joshua Barker
- Charlotte Francis:Lucille Barker

### Personnages secondaires
- Keith Warwick: Trent Clements
- Patrick Niknejad: Pete Walker
- Jordan Maxwel:Frankie Perkins
- Isabella Melling:Wendy Richardson
- Neve Taylor: Mlle Reece

## Épisodes
1. Titre français inconnu (The Challenge)
2. Le Petit Génie (The Genius)
3. Titre français inconnu (The Holiday)
4. Titre français inconnu (The Sleepover)
5. Titre français inconnu (The Bribe)
6. Titre français inconnu (Strange Happenings)
7. Titre français inconnu (El Presidente)
8. Titre français inconnu (The Family Way)
9. Titre français inconnu (First Christmas: Part I)
10. Titre français inconnu (First Christmas: Part II)